# Стросон, Питер Фредерик
Сэр Пи́тер Фре́дерик Стро́сон (23 ноября 1919, Лондон — 13 февраля 2006) — английский философ, представитель аналитической философии. Профессор философии в Оксфордском университете с 1968 до 1987 год.

## Биография
Питер родился в Илинге в Западном Лондоне и вырос в Финчли, Мидлсекс. Его родители были учителями. Он учился в колледже Христа в Финчли, а затем c 1937-го по 1940-й годы — в колледже Св. Иоанна в Оксфорде, где он изучал философию, политологию и экономику.
Был призван на военную службу. Участвовал во Второй Мировой войне.
С 1947 года Стросон — лектор в университетском колледже Оксфорда, с 1968 по 1987 года — профессор философии в университете Оксфорда.
Питер Стросон был избран членом британской Академии в 1960 году и иностранным почётным членом американской Академии Искусств и Наук в 1971 году. Был президентом Аристотелевского Общества с 1969 до 1970 года. В 1977 году за свой вклад в философию Стросон был посвящён в рыцари.
Был женат. Имел четырёх детей. Прожил в Оксфорде всю свою взрослую жизнь и умер в больнице 13 февраля 2006 года после непродолжительной болезни. Сын Стросона, Гален Стросон (р. в 1952 году), также является философом.

## Философия
В ранних работах, в частности в своей статье «On Referring» (1950 год), Стросон критиковал теорию дескрипций Бертрана Рассела за то, что в ней не принимается во внимание многообразие способов и контекстов употребления предложений, а также — семантическую теорию истины Альфреда Тарского. Он также критиковал попытки логического обоснования принципа индукции, считая этот принцип необходимой стороной человеческой рациональности как таковой.
С конца 1950-х годов научные интересы Стросона сосредоточены на разработке аналитической философии метафизики. До Стросона аналитики всех школ и направлений были едины в своем неприятии метафизики. Все они полагали, что метафизические проблемы бессмысленны или мнимы, и цель своей деятельности видели в очищении языка от путаницы, привносимой метафизикой. Стросон восстановил метафизику в её исконных правах. Он предложил программу создания новой — «дескриптивной» — метафизики на основе анализа обыденного языка. Книга Стросона «Индивиды» (англ. Individuals, L. 1959) имеет подзаголовок «Очерк дескриптивной метафизики». Стросон полагает, что «существует массивное центральное ядро человеческого мышления, не имеющее истории». Именно это массивное ядро он и надеется «раскрыть». Метафизику не нужно уделять какое-то особое внимание физической науке, о которой Стросон почти не упоминает, ибо все, что могло бы заинтересовать его в мышлении ученых, легко обнаруживается в наиболее обыденных мыслях «человека с улицы».

### Сочинения
- «On Referring» (1950)
- «Individuals. An essay in descriptive metaphysics» (1959)
- «The Bounds of Sense» (London, 1966)
- «Logico-linguistic papers» (London, 1971)
- «Subject and predicate in logic and grammar» (London, 1974)
- «Scepticism and naturalism: Some varieties» (London, 1985)
- «Analysis and metaphysics» (London, 1992)

### Публикации сочинений в русском переводе
- Индивиды. Опыт дескриптивной метафизики / Пер. с англ. В. Н. Брюшинкина, В. А. Чалого; под ред. В. Н. Брюшинкина. Калининград, 2009. — 330 с. — ISBN 978-5-9971-0021-6.